# منهتن بیچ (کالیفرنیا)
منهتن بیچ (به انگلیسی: Manhattan Beach) شهری در شهرستان لس‌آنجلس، کالیفرنیا ایالت کالیفرنیا است که در سرشماری سال ۲۰۱۰ میلادی، ۳۵۱۳۵ نفر جمعیت داشته‌است.